# Vladas Jurgutis
Vladas Jurgutis (ur. 17 listopada 1885 koło Połągi, zm. 9 stycznia 1966 w Wilnie) - ksiądz rzymskokatolicki, ekonomista i działacz społeczny na Litwie, organizator i pierwszy prezes Banku Litwy, nieoficjalny ojciec litewskiej waluty narodowej lita. 
W 1902 roku ukończył progimnazjum w Połądze, naukę kontynuował w seminarium duchownym w Kownie i Akademii Duchownej w Petersburgu. Od 1910 do 1913 roku studiował ekonomię w Monachium. W czasie I wojny światowej przebywał w Saratowie i Astrachaniu, gdzie pełnił posługę proboszcza. 
Po powrocie na Litwę w 1918 roku pracował jako profesor w Żmudzkim Seminarium Duchownym. Zaangażował się w działalność polityczną przystępując do chrześcijańskiej demokracji, w latach 1919-21 był członkiem jej komitetu centralnego. Posłował na Sejm Ustawodawczy Litwy (1920–22), szefował komisjom finansów i budżetu. W 1920 roku prowadził pertraktacje pokojowe z Polską. Od stycznia do września 1922 roku pełnił funkcję ministra spraw zagranicznych w gabinecie Ernestasa Galvanauskasa. 
W 1922 roku prezydent mianował go pierwszym w historii Litwy prezesem banku narodowego. Od 1925 roku prowadził zajęcia na Uniwersytecie Litewskim w Kownie, po włączeniu Wilna do Litwy w 1939 roku przeniósł się na Uniwersytet Wileński, gdzie pracował na Wydziale Ekonomicznym. Później (1941–43) szefował Litewskiej Akademii Sztuki. Za antyniemiecką działalność był zesłany do obozu koncentracyjnego w Sztutowie. 
Po powrocie na Litwę w 1945 roku kontynuował pracę jako profesor na Uniwersytecie Wileńskim. 

## Dzieła
Był autorem kilku prac dotyczących ekonomii: 
- "Finansų ir mokslo pagrindai", "Pinigai" (1938)
- "Bankai" (1940)